# Tauschia
Tauschia is een geslacht uit de schermbloemenfamilie (Apiaceae). De soorten komen voor van de westelijke en zuidelijke delen van de Verenigde Staten tot in Guatamala en van Colombia tot in Venezuela en Ecuador.

## Soorten
- Tauschia allioides Bye & Constance
- Tauschia alpina (J.M.Coult. & Rose) Mathias
- Tauschia arguta (Torr. & A.Gray) J.F.Macbr.
- Tauschia beruloides Constance & Affolter
- Tauschia bicolor Constance & Bye
- Tauschia decumbens (Benth.) J.M.Coult. & Rose
- Tauschia drudeophytoides J.F.Macbr.
- Tauschia edulis (S.Watson) J.M.Coult. & Rose
- Tauschia ehrenbergii (H.Wolff) Mathias
- Tauschia filiformis (J.M.Coult. & Rose) J.M.Coult. & Rose
- Tauschia glauca (J.M.Coult. & Rose) Mathias & Constance
- Tauschia hartwegii (A.Gray) J.F.Macbr.
- Tauschia hintoniorum Constance & Affolter
- Tauschia howellii (J.M.Coult. & Rose) J.F.Macbr.
- Tauschia humilis J.M.Coult. & Rose
- Tauschia infernicola Constance & Affolter
- Tauschia johnstoniana Mathias & Constance
- Tauschia kelloggii (A.Gray) J.F.Macbr.
- Tauschia linearifolia J.M.Coult. & Rose
- Tauschia madrensis J.M.Coult. & Rose
- Tauschia moorei Constance & Affolter
- Tauschia neglecta Calderón & Constance
- Tauschia nudicaulis Schltdl.
- Tauschia oreomyrrhioides Mathias & Constance
- Tauschia parishii (J.M.Coult. & Rose) J.F.Macbr.
- Tauschia purpusii M.Hiroe
- Tauschia sandwithiana Mathias & Constance
- Tauschia seatonii (J.M.Coult. & Rose) J.M.Coult. & Rose
- Tauschia spellenbergii Constance & Affolter
- Tauschia steyermarkii Mathias & Constance
- Tauschia stricklandii (J.M.Coult. & Rose) Mathias & Constance
- Tauschia tarahumara Constance & Bye
- Tauschia texana A.Gray
- Tauschia vaginata (J.M.Coult. & Rose) J.M.Coult. & Rose

... · 
Aciphylla · 
Actinotus · 
Aegopodium · 
Aethusa · 
Ammi (Akkerscherm) · 
Anethum · 
Angelica (Engelwortel) · 
Anisotome · 
Anthriscus (Kervel) · 
Apium (Moerasscherm) · 
Artedia · 
Astrantia (Sterrenscherm) · 
Athamanta · 
Azorella · 
Berula · 
Bifora · 
Bunium · 
Bupleurum (Goudscherm) · 
Carum (Karwij) · 
Caucalis · 
Chaerophyllum (Ribzaad) · 
Cicuta · 
Conium · 
Conopodium · 
Coriandrum · 
Crithmum · 
Cuminum · 
Daucus · 
Eryngium (Kruisdistel) · 
Falcaria · 
Ferula · 
Foeniculum · 
Heracleum (Berenklauw) · 
Levisticum · 
Myrrhis · 
Oenanthe (Torkruid) · 
Orlaya · 
Pastinaca (Pastinaak) · 
Petroselinum (Peterselie) · 
Peucedanum (Varkenskervel) · 
Pimpinella (Bevernel) · 
Pycnocycla ·
Sanicula · 
Scandix · 
Selinum · 
Silaum · 
Sium · 
Smyrnium (Zwarte kervel) · 
Steganotaenia · 
Thapsia · 
Thaspium · 
Thecocarpus · 
Tiedemannia · 
Tilingia · 
Torilis (Doornzaad) · 
Xanthosia · 
...